# A História do Declínio e Queda do Império Romano
A História do Declínio e Queda do Império Romano (no original em inglês The History of the Decline and Fall of the Roman Empire) é uma obra monumental de Edward Gibbon. É considerada um marco no campo da história e é frequentemente considerada a primeira obra "moderna" de história. Foi publicado em seis volumes. O primeiro volume foi publicado em 1776 e o último volume em 1788. Gibbon devotou grande parte da sua vida a esta obra.
Gibbon, como muitos historiadores antes do estabelecimento da ciência da arqueologia, dependia de fontes literárias. Ele recorreu muito raramente a fontes secundárias de historiadores ou literatos já falecidos, preferindo recorrer a contemporâneos ou quase-contemporâneos. Uma razão importante para que a obra de Gibbon tenha prevalecido no tempo foi o seu julgamento prudente e esclarecido quanto à fidelidade das fontes e ainda o seu esforço diligente na sistematização das afirmações de outros historiadores. Um livro que Gibbon certamente consultou foi Grandeur et décadence des Romains (seu título menos utilizado, por extenso: Considérations sur les causes de la grandeur des Romains et de leur décadence) por Montesquieu.
A obra é considerada a primeira da história "moderna" porque procura explicações para eventos históricos em termos de sociedade, cultura e política, em vez de seguir uma lógica de um plano divino. Autores cristãos prévios quase sempre explicaram acontecimentos em termos religiosos e não procuraram as explicações "neste mundo". Gibbon manteve-se fiel a um cepticismo crítico e escreveu uma versão bem diferente da história.
Após a sua publicação inicial, provocou uma considerável controvérsia. Não apenas rejeitou a atribuição do curso da história a um plano divino, mas também escreveu extensivamente sobre a cristandade no seu início, em termos que apesar de serem historicamente precisos e detalhados, nem sempre são favoráveis aos cristãos da antiguidade.

## Controvérsia: capítulos XV, XVI
O volume I foi originalmente publicado em seções, como era comum para grandes trabalhos na época. As duas primeiras foram bem recebidas e muito elogiadas. A quarta seção do volume I, especialmente os capítulos XV e XVI, foram altamente controversos, e Gibbon foi atacado como "pagão". Gibbon desafiou a história ao estimar números de mártires cristãos bem menores do que o tradicionalmente aceito. Devido ao fato de que a Igreja Católica tinha o virtual monopólio e suas próprias interpretações latinas eram consideradas sacrossantas, o resultado foi que os escritos da Igreja raramente foram questionados antes. Para Gibbon, porém, os escritos da Igreja eram fontes secundárias, e ele as preteriu em favor de fontes primárias contemporâneas do período estudado. Esta é a razão de Gibbon ser considerado "o primeiro historiador moderno".
Ele comparou o reinado de Diocleciano (284–305), e Carlos V (1519–1556) e o eleitorado do Sacro Império Romano-Germânico, construindo o argumento de que os dois eram surpreendentemente similares. Ambos imperadores foram assolados por guerras contínuas e taxação excessiva; ambos escolheram abdicar como imperadores aproximadamente com a mesma idade; e ambos escolheram uma vida tranquila após a aposentadoria.
O excerto que se segue, do capítulo XV, é o último parágrafo do volume I. Este excelente exemplo demonstra o estilo da escrita de Gibbon, o seu uso da ironia e de humor e o seu cepticismo acerca da história da cristandade num parágrafo:
"Mas como deveremos perdoar a negligência indiferente do mundo pagão e filosófico que foram apresentadas, não para seu julgamento mas para os seus sentidos? Durante a época de Cristo e seus apóstolos, e dos seus primeiros discípulos, a doutrina que eles professavam era confirmada por inúmeros prodígios. Os coxos caminhavam, os cegos viam, os doentes eram curados, os mortos ressuscitavam, demónios eram esconjurados e as leis da Natureza eram frequentemente suspensas em benefício da igreja. Mas os sábios de Roma e da Grécia desinteressaram-se deste horrível espetáculo e, prosseguindo as suas ocupações normais da vida e do estudo, pareciam inconscientes de quaisquer alterações na moral e no governo material do mundo. Sob o reinado de Tibério, o mundo inteiro, ou pelo menos a celebrada província do Império Romano, estava envolvido na obscuridade sobrenatural. Mesmo este evento miraculoso, que deve ter apelado à curiosidade e devoção da humanidade, passou sem grande notícia numa época de ciência e de história. Aconteceu durante a vida de Séneca e de Plínio o Velho, que devem ter experimentado os efeitos imediatos ou recebido a informação mais privilegiada do prodígio. Qualquer um destes filósofos recolheu detalhadamente os fenómenos da natureza, tremores de terra, cometas e eclipses que a curiosidade infatigável pode recolher. Quer um quer outro omitiram uma menção ao maior fenómeno que algum mortal testemunhou desde a criação do globo."
Porém, no que diz respeito às origens do cristianismo, Gibbon omite os seguintes fatos:
I) Se o velho Plínio não mencionou nada a respeito de Cristo e dos cristãos, o mesmo não se pode dizer de seu sobrinho, Plínio, o moço, que viveu até o início do século II, quando o cristianismo já estava mais difundido pelo território do império romano.
II) Sêneca e o velho Plínio foram contemporâneos de Cristo, mas viviam numa região muito distante da Palestina e num tempo em que as notícias demoravam para chegar e, quando eram entremeadas de eventos extraordinários, provavelmente recebiam pouco crédito, já que diversas narrativas fantásticas de diversos povos "bárbaros" deviam circular corriqueiramente pelo império. Por que acreditariam de imediato numa história sobre um judeu taumaturgo ressuscitado após uma morte por crucifixão? Talvez, se Cristo tivesse aparecido ao próprio Pilatos, o governador romano da Judeia, os grandes do império poderiam ter dado algum crédito à história, mas não foi o caso. Cristo apareceu apenas aos seus e a única exceção foi o perseguidor fariseu Saulo de Tarso e ninguém mais.
III) Como hoje sabemos, existem outras fontes antigas e extra bíblicas que mencionam o cristianismo nas suas origens, como Suetônio, Luciano de Samósata, Flávio Josefo e Públio Cornélio Tácito.
A data de 476, ano da deposição do último imperador de Roma (Rômulo Augusto) pelo hérulo Odoacro é apontada como Edward Gibbon como o ano da queda do Império Romano do Ocidente, o que é convencionalmente aceito e considerado como o fim da Antiguidade e início da Idade Média.